# 롤리타 (1997년 영화)
《롤리타》(영어: Lolita)는 1997년 개봉한 미국, 프랑스의 드라마 영화이다. 에이드리언 라인이 감독을 맡았으며, 블라디미르 나보코프의 동명 소설이 영화의 원작이다.

## 출연
- 제러미 아이언스 - 험버트 험버트
  - 벤 실버스톤 - 젊은 시절의 험버트
- 도미니크 스웨인 - 돌로레스 헤이즈 / 롤리타
- 프랭크 란젤라 - 클레어 퀼티
- 멜러니 그리피스 - 샬럿 헤이즈
- 수잰 셰퍼드 - 미스 프랫
- 키스 레딘
- 에린 J. 딘 - 모나
- 조앤 글러버 - 미스 러본
- 에드 그레이디 - 닥터 멜리닉
- 마이클 굿윈 - 미스터 빌
- 앤절라 페이턴 - 미즈 홈스
- 에마 그리피스맬린 - 애너벨 리
- 로널드 픽업 - 험버트 아버지
- 마이클 컬킨 - 미스터 리
- 애너벨 앱시언 - 미즈 리